# Liste der Baudenkmale in Apen
In der Liste der Baudenkmale in Apen sind die Baudenkmale der niedersächsischen Gemeinde Apen und ihrer Ortsteile aufgelistet. Der Stand der Liste ist der 31. Januar 2023. Die Quelle der Baudenkmale und der Beschreibungen ist der Denkmalatlas Niedersachsen.

## Allgemein
In den Spalten befinden sich folgende Informationen:
- Lage: die Adresse des Baudenkmales und die geographischen Koordinaten. Kartenansicht, um Koordinaten zu setzen. In der Kartenansicht sind Baudenkmale ohne Koordinaten mit einem roten Marker dargestellt und können in der Karte gesetzt werden. Baudenkmale ohne Bild sind mit einem blauen Marker gekennzeichnet, Baudenkmale mit Bild mit einem grünen Marker.
- Bezeichnung: Bezeichnung des Baudenkmales
- Beschreibung: die Beschreibung des Baudenkmales. Unter § 3 Abs. 2 NDSchG werden Einzeldenkmale und unter § 3 Abs. 3 NDSchG Gruppen baulicher Anlagen und deren Bestandteile ausgewiesen.
- ID: die Objekt-ID des Baudenkmales
- Bild: ein Bild des Baudenkmales, ggf. zusätzlich mit einem Link zu weiteren Fotos des Baudenkmals im Medienarchiv Wikimedia Commons. Wenn man auf das Kamerasymbol klickt, können Fotos zu Baudenkmalen aus dieser Liste hochgeladen werden:

## Apen

### Gruppe: Große Mühlenstraße
Die Gruppe hat die ID 35625340. Hofanlage mit Hallenhaus mit Fachwerkgiebel. Wohnteil nachträglich in massiver Ziegelbauweise angefügt. An westlicher Traufe Stallanbau. Fachwerkscheune unter traufständigem Satteldach.

| Lage                                             | Bezeichnung               | Beschreibung                                                                                | ID       | Bild |
| ------------------------------------------------ | ------------------------- | ------------------------------------------------------------------------------------------- | -------- | ---- |
| Große Mühlenstraße 3 53° 13′ 25″ N, 7° 48′ 24″ O | Wohn-/ Wirtschaftsgebäude | Hallenhaus aus frühen 19. Jh.; Kammerfach durch Wohnhaus in Ziegelbauweise um 1900 ersetzt. | 35626580 | BW   |
| Große Mühlenstraße 3 53° 13′ 25″ N, 7° 48′ 25″ O | Scheune                   | Wandständerbau in Hochrähm-Ankerbalkenzimmerung, Wände in Fachwerk mit Ziegelausfachung.    | 35626608 | BW   |

### Gruppe: Nikolaikirche
| Lage                                   | Bezeichnung   | Beschreibung | ID       | Bild           |
| -------------------------------------- | ------------- | --- | -------- | -------------- |
| Hauptstraße 53° 13′ 4″ N, 7° 48′ 22″ O | Nikolaikirche | Backsteinkirche mit Granitsockel, frühgotische Saalkirche aus Mitte 13. Jh., um 1300 eingezogener Rechteckchor. Seitlich Spitzbogenfenster, darüber Zickzackfries. Strebepfeiler. Ungegliederte Westwand mit gerahmten Portal. In das ursprünglich flachgedeckte Kirchenschiff wurde Ende 13. Jh. Domikalgewölbe mit Bandrippen eingezogen. Schiff in drei Joche gegliedert mit Gurtbögen, im 2. Und 3. Joch sowie im Chor auf runden Diensten ruhend. An Stirnwand Wandgemälde der Heiligen Andreas und Katharina aus Erbauungszeit. Ausstattung: Reichdekorierte Kanzel vom Bildschnitzer Ludwig Münstermann, datiert um 1625. Barockes Altarretabel aus 1. Drittel 17. Jh. mit Abendmahlsszene flankiert von gedrehten Säulen und den Aposteln Petrus und Paulus. | 35626791 | Weitere Bilder |
| Hauptstraße 53° 13′ 5″ N, 7° 48′ 21″ O | Glockenturm   | 3-geschossiger Ziegelbau unter Satteldach mit mittigem Dachreiter. Tordurchgang mit Kriegerdenkmal, seitlich aufgestellt: barocke Grabsteine. OGs mit Rundbogenöffnungen in Glockenstube. | 35626819 | Weitere Bilder |
| Hauptstraße 53° 13′ 4″ N, 7° 48′ 23″ O | Friedhof      | Die Kirche umgebender Friedhof mit Einfriedungen in Form von Ziegelmauern. | 35626845 | BW             |

### Gruppe: Wohnhausgruppe Hauptstraße
Die Gruppe hat die ID 35625256. Relativ geschlossene, straßenraumprägende Häuserzeile; ein- bzw. zweigeschossige Wohnhäusern  mit einheitlicher Bauflucht aus zweiter Hälfte 19. Jh.

| Lage                                        | Bezeichnung  | Beschreibung | ID       | Bild           |
| ------------------------------------------- | ------------ | --- | -------- | -------------- |
| Hauptstraße 212 53° 13′ 4″ N, 7° 48′ 17″ O  | Wohnhaus     | Zweigeschossiger Putzbau unter giebelständigem Satteldach, Erdgeschoss mit Ladeneinbau; Sechsachsiges Obergeschoss mit Baudekor in Form von Gesims und Fensterverdachungen. Ende 19. Jh. errichtet. | 35626711 | Weitere Bilder |
| Hauptstraße 210a 53° 13′ 5″ N, 7° 48′ 16″ O | Nebengebäude | Zweigeschossiger Putzbau unter traufständigem Krüppelwalmdach. Obergeschoss diente als Speicher. Bis auf ein schmales Gurtgesims ungegliedert. Ende 19. Jh. errichtet.                              | 35626737 | BW             |
| Hauptstraße 214 53° 13′ 5″ N, 7° 48′ 15″ O  | Wohnhaus     | Eingeschossiger, hell geschlämmter Ziegelbau unter traufständigem Satteldach. Achtachsige Fassade mit mittigem Zwerchhaus. Um 1915 errichtet.                                                       | 35626686 |                |
| Hauptstraße 216 53° 13′ 5″ N, 7° 48′ 14″ O  | Wohnhaus     | Eineinhalbgeschossiger Putzbau unter giebelständigem Satteldach. Fünfachsige Fassade mit mittigem Eingang, Gliederung durch umlaufendes Gurtgesims. Um 1900 errichtet.                              | 35626661 |                |

### Einzelbaudenkmale
| Lage                                               | Bezeichnung               | Beschreibung | ID       | Bild           |
| -------------------------------------------------- | ------------------------- | --- | -------- | -------------- |
| Hauptstraße 114 53° 13′ 23″ N, 7° 48′ 44″ O        | Wohn-/ Wirtschaftsgebäude | Gulfhaus mit eingerücktem Wohnteil unter traufständigem Satteldach. Fünfachsige Fassade mit zweigeschossigem Mittelrisalit, im EG zurückgesetzter Eingang in korbbogenförmiger Öffnung - dort ebenso wie an den Fensterstürzen Ziegelsetzungen. Um 1900 errichtet.                                          | 35626535 |                |
| Hauptstraße 246 53° 13′ 4″ N, 7° 48′ 10″ O         | Wohnhaus                  | Eineinhalbgeschossiger Ziegelbau unter traufständigem Satteldach in Schieferdeckung. Dreiachsige Fassade mit zweigeschossigem Mittelrisalit unter vorkragendem, giebelständigem Satteldach mit Zierbrettern. Gesimse und Fensterrahmungen in Putz. Originale Fenster und Türen erhalten. Um 1908 errichtet. | 35626632 | Weitere Bilder |
| Kleine Mühlenstraße 12 53° 13′ 32″ N, 7° 48′ 32″ O | Wohn-/ Wirtschaftsgebäude | Zweiständerbau mit Oberrähmgefüge eingehälsten Dachbalken. Im Kern (nach Besitzerangabe) 1675. Außenwände erneuert. (Abgebrochen) | 35626910 | BW             |
| Osterende 38 53° 13′ 0″ N, 7° 48′ 43″ O            | Gulfhaus                  | Gulfhaus des ostfriesischen Typs, erbaut 1911. Ziegelbau unter Krüppelwalmdach. Hauseingang mittig an fünfachsiger Traufseite. Zwei Dachhäuser mit Zierbrettern an Giebeln. Weitläufiges Gartengrundstück, an Straße Gartentor mit gemauerten Pfeilern, Allee führt von dort zum Hauseingang.               | 35626935 |                |

## Aper Tief

### Gruppe: Hengstforde, Mühlenhof
Die Gruppe hat die ID 35625356. Mühlenhof bestehend aus dem Galerie-Holländers, Wohnhaus mit Gulfscheune, Backhaus und Stall.

| Lage                                       | Bezeichnung  | Beschreibung | ID       | Bild |
| ------------------------------------------ | ------------ | --- | -------- | ---- |
| Hauptstraße 306 53° 13′ 2″ N, 7° 47′ 11″ O | Scheune      | An Wohnhaus (Müllerhaus) angebaute Gulfscheune, um 1900. | 35627648 |      |
| Hauptstraße 306 53° 13′ 2″ N, 7° 47′ 11″ O | Wohnhaus     | Müllerhaus (Mühlenhof). Um 1895 errichtet. | 35627618 |      |
| Hauptstraße 306 53° 13′ 1″ N, 7° 47′ 9″ O  | Mühlenstumpf | Zweigeschossiger Galerieholländer, Unterbau in Ziegelmauerwerk, Achtkant reetgedeckt, Kappe mit Segelgatterflügel und Windrose, Galerie. Im Inneren technische Ausstattung in Teilen erhalten (Mahlgang für musealen Betrieb). | 35627588 |      |
| Hauptstraße 306 53° 13′ 2″ N, 7° 47′ 9″ O  | Backhaus     | Eingeschossiger Ziegelbau unter Satteldach. | 35627676 |      |

### Einzelbaudenkmale
| Lage                                       | Bezeichnung               | Beschreibung | ID       | Bild |
| ------------------------------------------ | ------------------------- | --- | -------- | ---- |
| Hauptstraße 314 53° 13′ 3″ N, 7° 46′ 59″ O | Gulfhaus                  | Um 1880 errichtetes Gulfhaus mit Ziegelaußenwänden. eingerückter Wohnteil mit Gurtgesims am fünfachsigen Giebel. Im Wirtschaftsteil halbkreisförmige Dielenfenster. | 35627755 |      |
| Hauptstraße 325 53° 13′ 4″ N, 7° 46′ 57″ O | Wohn-/ Wirtschaftsgebäude | Eingeschossiger, langgestreckter Ziegelbau unter traufständigem Krüppelwalmdach. Querdielenhaus, Dielentor an Ostseite heute zugesetzt. Datiert 1. Hälfte 19. Jh.   | 35627729 |      |

## Augustfehn

### Gruppe: Bahnhof
Die Gruppe hat die ID 44543429. Bahnanlage mit Empfangsgebäude südlich der Schienen, östlich und westlich jeweils ein Stellwerk.

| Lage                                               | Bezeichnung | Beschreibung | ID       | Bild |
| -------------------------------------------------- | ----------- | --- | -------- | ---- |
| Bahnhofstraße 53° 13′ 15″ N, 7° 45′ 33″ O          | Bahnhof     | Eingeschossiger, verputzter Ziegelbau; beidseitig mit breitem übergiebeltem Mittelrisalit unter Satteldach. Östliche Giebelseite mit Lisenengliederung. An Westseite Güterboden mit Rampe. Erbaut um 1870. | 44543436 |      |
| Südgeorgsfehner Straße 53° 13′ 16″ N, 7° 45′ 23″ O | Stellwerk   | Stellwerk Aw. Zweigeschossiger Ziegelbau unter vorkragendem Vollwalmdach. Oberhalb des Sohlbankgesims im OG mit horizontalen Ziegelbändern versehen. Um 1930. errichtet.                                   | 35627188 | BW   |
| Stahlwerkstraße 53° 13′ 14″ N, 7° 45′ 45″ O        | Stellwerk   | Stellwerk Af. Zweigeschossiger Ziegelbau unter vorkragendem Vollwalmdach. Oberhalb des Sohlbankgesims im OG mit horizontalen Ziegelbändern versehen. Um 1930 errichtet.                                    | 35627132 | BW   |

### Gruppe: Eisenhütte
Die Gruppe hat die ID 35626517. Rechteckiges Gelände der ehem. Eisengießerei mit abschnittsweise erhaltener Einfriedung in Form einer Ziegelmauer. Kern der Anlage ist das ehem. Kesselhaus mit Wasserturm; auf dem Gelände Halle mit Sheddächern erhalten.

| Lage                                           | Bezeichnung | Beschreibung | ID       | Bild           |
| ---------------------------------------------- | ----------- | --- | -------- | -------------- |
| Stahlwerkstraße 17 53° 13′ 12″ N, 7° 45′ 44″ O | Gebäude 17a | Sheddachhalle aus 1. Hälfte 20. Jh. | 35628514 | Weitere Bilder |
| Stahlwerkstraße 17 53° 13′ 11″ N, 7° 45′ 43″ O | Gebäude 10  | Eingeschossiger Ziegelbau unter Satteldach mit Turmanbau, der obere Bereich unter dem Zeltdach kragt kapitelartig vor. Kesselhaus mit Rundbogenöffnungen und an Süd- und Ostseite Gliederung mit Lisenen und Treppenfries. 1911 errichtet, jüngerer Anbau an Westseite. | 35627157 |                |

### Gruppe: Stahlwerk
Die Gruppe hat die ID 35625323. 

| Lage                                     | Bezeichnung   | Beschreibung | ID       | Bild |
| ---------------------------------------- | ------------- | ------------ | -------- | ---- |
| Am Kanal 134 53° 14′ 25″ N, 7° 46′ 23″ O | Dampfmaschine |              | 35627398 | BW   |
| Am Kanal 134 53° 14′ 26″ N, 7° 46′ 23″ O | Maschinenhaus |              | 35628947 | BW   |

### Einzelbaudenkmale
| Lage                                                     | Bezeichnung                    | Beschreibung | ID       | Bild           |
| -------------------------------------------------------- | ------------------------------ | --- | -------- | -------------- |
| Am Kanal 157 53° 14′ 41″ N, 7° 46′ 50″ O                 | Schule                         | Zweiflügeliger, eingeschossiger Ziegelbau mit giebelständigem Wohnteil und schmalem Klassenflügel nach Norden. Wohnteil unter Satteldach, Baudekor in Form von Gesims- und Lisenengliederung. Um 1900 errichtet.                                      | 35627429 | BW             |
| Hauptstraße 433 53° 13′ 0″ N, 7° 45′ 52″ O               | St. Johannes                   | Saalkirche in Backsteinbauweise mit eingezogenem Chor. An Traufseiten Lisenengliederung und Zierfries; Westturm mit polygonalem OG und Zeltdach. Erbaut 1878/79 (Wemken).                                                                             | 35627011 |                |
| Poststraße 5 53° 13′ 13″ N, 7° 45′ 30″ O                 | Wohnhaus                       | Zweigeschossiger Putzbau über quadratischen Grundriss unter Walmdach. Vierachsige Fassade mit zweiachsigem Dachhaus mit Dreiecksgiebel. Gliederung durch umlaufendes Gurtgesims, EG mit Qaderfugen, im OG Pilastergliederung. Ende 19. Jh. errichtet. | 35627061 | BW             |
| Saterlandstraße / Lappenfeld 53° 12′ 33″ N, 7° 45′ 27″ O | Klappbrücke (Nordloher Kanal)  | Klappbrücke über das Aper Tief (1993 versetzt zum Augustfehn-Kanal). | 35627106 | BW             |
| Saterlandstraße 53° 12′ 44″ N, 7° 45′ 41″ O              | Klappbrücke (Augustfehn-Kanal) | Stahlträgerbrücke mit Holzbohlenbelag, gegründet auf Holzpfählen. 5-Feldbrücke, Mittelfeld als Klappbrücke mit Zugketten ausgebildet. 1948 errichtet, 1994 umgesetzt.                                                                                 | 35626980 | Weitere Bilder |

## Vreschen-Bokel

### Gruppe: Hauptstraße 657
Die Gruppe hat die ID 50919677. Hofanlage mit Gulfhaus und Nebengebäude

| Lage                                        | Bezeichnung  | Beschreibung | ID       | Bild |
| ------------------------------------------- | ------------ | --- | -------- | ---- |
| Hauptstraße 657 53° 12′ 59″ N, 7° 44′ 28″ O | Gulfhaus     | Großer Ziegelbau mit Durchfahrtsdiele, Innengerüst als Hochrähmkonstruktion. Eineinhalbgeschossiger Wohnteil unter Satteldach. Gliederung durch Lisenen und Gesimse. Um 1880 errichtet, Wirtschaftsgiebel erneuert. Stallanbau an Nordseite. | 35628097 | BW   |
| Hauptstraße 657 53° 12′ 59″ N, 7° 44′ 28″ O | Nebengebäude | Ziegelbau unter Satteldach; ursprünglich Backhaus. | 35628973 | BW   |

### Gruppe: Kapelle
Die Gruppe hat die ID 35625274. Flache Wurt mit Kapelle, Friedhof und freistehendem Torglockenturm

| Lage                                    | Bezeichnung | Beschreibung | ID       | Bild |
| --------------------------------------- | ----------- | --- | -------- | ---- |
| Hauptstraße 53° 12′ 55″ N, 7° 44′ 37″ O | Kapelle     | Einschiffiger Backsteinbau mit Strebepfeilern, polygonalem Chorschluss und spitzbogigen Fenstern. Eingang mit Bogenfeld an der schmucklosen Westfassade. Im Inneren drei Joche mit gebusten Kreuzrippengewölben. Erbaut 1456, im 17. Jh. unter Graf Anton Günther erneuert; Innengestaltung von 1954 durch Hermann Oetken (Delmenhorst) mit Beibehaltung der barocken Kanzel und Taufe. | 35628019 |      |
| Hauptstraße 53° 12′ 55″ N, 7° 44′ 36″ O | Friedhof    | Friedhof auf der Kirchwurt. | 35628998 | BW   |
| Hauptstraße 53° 12′ 56″ N, 7° 44′ 37″ O | Glockenturm | Zweigeschossiger Torglockenturm aus Ziegelmauerwerk. 1858 als Ersatzbau für Glockenturm von 1718 errichtet. | 35628045 | BW   |

### Einzelbaudenkmale
| Lage                                        | Bezeichnung | Beschreibung | ID       | Bild |
| ------------------------------------------- | ----------- | --- | -------- | ---- |
| Hauptstraße 634 53° 12′ 56″ N, 7° 44′ 43″ O | Gulfhaus    | Großer Ziegelbau mit Durchfahrtsdiele. Eingerückter, eineinhalbgeschossiger Wohnteil unter traufständigem Satteldach. Gliederung durch flache Ecklisenen und Gesimse. Fünfachsige Traufseite mit mittigem Eingang. Scheitelpunkte bzw. Rahmung der ovalen Fenster im Drempel mit Putz-Diamantquadern. Um 1910 errichtet. | 35628125 | BW   |
| Hauptstraße 651 53° 12′ 58″ N, 7° 44′ 37″ O | Gulfhaus    | Großer Ziegelbau, stallseitig zweimal einspringend, Wohnteil eineinhalbgeschossig, Gliederung durch Lisenen und Gesimse. Ende 19. Jh. errichtet. | 35628070 | BW   |

## Außerhalb
| Lage                                                          | Bezeichnung               | Beschreibung | ID       | Bild |
| ------------------------------------------------------------- | ------------------------- | --- | -------- | ---- |
| (Godensholt) Ocholter Straße 35 53° 10′ 35″ N, 7° 49′ 36″ O   | Wohn-/ Wirtschaftsgebäude | Im Kern wohl aus dem 17./18. Jh. stammendes Hallenhaus unter Krüppelwalmdach; Versteinerung der Außenwände im 19. Jh. | 35627540 | BW   |
| (Nordloh) Hauptstraße 53° 10′ 40″ N, 7° 46′ 45″ O             | Kapelle                   | Eingeschossiger Ziegelbau unter Halbwalmdach. Traufgesims, Ortgänge mit Dreiecksmauerung. Fenster mit Holzblockrahmen. 1803 nach Entwurf von Bernhard Winck auf dem Friedhof errichtet.                                                                  | 35627865 | BW   |
| (Nordloh) Hauptstraße 53° 10′ 39″ N, 7° 46′ 44″ O             | Friedhof                  | Am nordöstlichen Ortsrand von Nordloh wohl um 1800 angelegter Friedhof auf rechteckiger Parzelle, umgeben von Ziegelmauer und markantem Baumbestand. | 35627896 | BW   |
| (Rinzeldorf) Nr. 13 53° 10′ 43″ N, 7° 50′ 24″ O               | Wohn-/ Wirtschaftsgebäude | Giebelständiges Hallenhaus unter Krüppelwalmdach. Zweiständerbau in Unterrähmzimmerung, Innengerüst aus dem 18. Jh. | 35627564 | BW   |
| (Tange) Tanger Hauptstraße 7 53° 10′ 39″ N, 7° 45′ 22″ O      | Gulfhaus                  | Gulfhaus mit eingerücktem, eingeschossigem Wohnteil mit niedrigem Drempel. Dreiachsiger Giebel mit Ecklisenen und Gurtgesims, das an den Längsseiten als Traufgesims fortgeführt wird. Wohnteil unter Satteldach, Wirtschaftsteil unter Krüppelwalmdach. | 35627943 | BW   |
| (Tange) Tanger Hauptstraße 35 -37 53° 10′ 51″ N, 7° 44′ 44″ O | Schule                    | Eingeschossiger Ziegelbau mit Querdielenteilung unter Satteldach. Gliederung durch Ecklisenen, Gesimse und farblich abgesetzte Ziegelbänderung. Klassentrakt an Südseite, Ende 19. Jh. errichtet.                                                        | 35627970 | BW   |